# Bellpuig
Bellpuig ist eine katalanische Gemeinde in der Provinz Lleida im Nordosten Spaniens. Sie ist Teil der Comarca Urgell. Das Relief der Gemeinde ist überwiegend flach, durch ihr Gebiet verläuft der Urgel-Kanal, der für die Bewässerung notwendig ist, sowie der Fluss Corb und mehrere Bewässerungskanäle.

## Geschichte
Bellpuig war 1487 der Geburtsort von Ramón de Cardona, Baron von Bellpuig, Graf von Alvito und Herzog von Somma (auf Katalanisch Ramon Folc III de Cardona-Anglesola). Er war ein katalanischer General der Truppen der Heiligen Liga und Vizekönig von Neapel von 1509 bis 1522. Sein Grabdenkmal steht in Bellpuig, wohin der Leichnam neun Jahre nach seinem Tod am 10. März 1522 überführt wurde. Das Denkmal wurde von Giovanni da Nola und genuesischen Bildhauermeistern entworfen und gebaut, es ist eines der wichtigsten Beispiele der Renaissancekunst in Spanien.

## Kultur
Das Fest der Verge dels Dolors (Mater Dolorosa) findet jedes Jahr statt und beinhaltet eine religiöse Prozession. Dieses Fest ist mehr als 300 Jahre alt.

## Sport
Das Dorf verfügt über eine der wichtigsten Motocross-Anlagen im Süden Europas. Der Circuit de Motocros Montperler hat in der Vergangenheit viele nationale und internationale Wettbewerbe ausgetragen.

## Persönlichkeiten
- Antonio Capdevilla Ferrando (1900–1962), spanischer römisch-katholischer Ordensgeistlicher, Apostolischer Vikar von San Pedro Sula
- José Pont y Gol (1907–1995), römisch-katholischer Geistlicher, Erzbischof von Tarragona 1970–1983